# World Hard Court Championships
El World Hard Court Championships és un torneig que es va celebrar entre els anys 1912 i 1924. Sovint, es considera un dels torneigs precursors del Roland Garros, de fet, se celebrava en la mateixa seu que el campionat francès de tennis, el Stade Francais, a excepció de l'edició de 1922 que es va disputar en el Royal Leopold Club de Brussel·les, Bèlgica. La participació estava oberta a qualsevol tennista internacional amateur.
L'edició de 1924 no es va disputar perquè va coincidir amb la celebració dels Jocs Olímpics de París de 1924. L'any següent, el campionat francès de tennis es va obrir a tennistes internacionals i va disputar alternativament en gespa i terra batuda entre els Racing Club de France i el Stade Francais. Per aquest motiu, aquest campionat va deixar de celebrar-se.

## Palmarès

### Individual masculí
| Any   | Vencedor                                       | Finalista                                      | Resultat                                       |
| ----- | ---------------------------------------------- | ---------------------------------------------- | ---------------------------------------------- |
| 1912  | Otto Froitzheim                                | Oskar Kreuzer                                  | 6−2, 7−5, 4−6, 7−5                             |
| 1913  | Anthony Wilding                                | Andre Gobert                                   | 6−3, 6−3, 1−6, 6−4                             |
| 1914  | Anthony Wilding (2)                            | Count Salm                                     | 6−0, 6−2, 6−4                                  |
| 1915  | Sense competició per la Primera Guerra Mundial | Sense competició per la Primera Guerra Mundial | Sense competició per la Primera Guerra Mundial |
| 1916  | Sense competició per la Primera Guerra Mundial | Sense competició per la Primera Guerra Mundial | Sense competició per la Primera Guerra Mundial |
| 1917  | Sense competició per la Primera Guerra Mundial | Sense competició per la Primera Guerra Mundial | Sense competició per la Primera Guerra Mundial |
| 1918· | Sense competició per la Primera Guerra Mundial | Sense competició per la Primera Guerra Mundial | Sense competició per la Primera Guerra Mundial |
| 1919  | Sense competició per la Primera Guerra Mundial | Sense competició per la Primera Guerra Mundial | Sense competició per la Primera Guerra Mundial |
| 1920  | William Laurentz                               | Andre Gobert                                   | 9−7, 6−2, 3−6, 6−2                             |
| 1921  | Bill Tilden                                    | Jean Washer                                    | 6−3, 6−3, 6−3                                  |
| 1922  | Henri Cochet                                   | Manuel de Gomar                                | 6−0, 2−6, 4−6, 6−1, 6−2                        |
| 1923  | Bill Johnston                                  | Jean Washer                                    | 4−6, 6−2, 6−2, 4−6, 6−3                        |
| 1924  | Sense competició pels Jocs Olímpics de París   | Sense competició pels Jocs Olímpics de París   | Sense competició pels Jocs Olímpics de París   |

### Individual femení
| Any   | Vencedora                                      | Finalista                                      | Resultat                                       |
| ----- | ---------------------------------------------- | ---------------------------------------------- | ---------------------------------------------- |
| 1912  | Marguerite Brocquedis                          | Mieken Rieck                                   | 6−3, 0−6, 6−4                                  |
| 1913  | Mieken Rieck                                   | Marguerite Brocquedis                          | 6−4, 3−6, 6−4                                  |
| 1914  | Suzanne Lenglen                                | Germaine Golding                               | 6−2, 6−1                                       |
| 1915  | Sense competició per la Primera Guerra Mundial | Sense competició per la Primera Guerra Mundial | Sense competició per la Primera Guerra Mundial |
| 1916  | Sense competició per la Primera Guerra Mundial | Sense competició per la Primera Guerra Mundial | Sense competició per la Primera Guerra Mundial |
| 1917  | Sense competició per la Primera Guerra Mundial | Sense competició per la Primera Guerra Mundial | Sense competició per la Primera Guerra Mundial |
| 1918· | Sense competició per la Primera Guerra Mundial | Sense competició per la Primera Guerra Mundial | Sense competició per la Primera Guerra Mundial |
| 1919  | Sense competició per la Primera Guerra Mundial | Sense competició per la Primera Guerra Mundial | Sense competició per la Primera Guerra Mundial |
| 1920  | Edith Dorothy Holman                           | Francisca Subirana                             | 6−0, 7−5                                       |
| 1921  | Suzanne Lenglen                                | Molla Mallory                                  | 6−2, 6−3                                       |
| 1922  | Suzanne Lenglen                                | Elizabeth Ryan                                 | 6−3, 6−2                                       |
| 1923  | Suzanne Lenglen (4)                            | Kathleen McKane                                | 6−3, 6−3                                       |
| 1924  | Sense competició pels Jocs Olímpics de París   | Sense competició pels Jocs Olímpics de París   | Sense competició pels Jocs Olímpics de París   |

### Doble masculí
| Any   | Vencedors                                      | Finalistes                                     | Resultat                                       |
| ----- | ---------------------------------------------- | ---------------------------------------------- | ---------------------------------------------- |
| 1912  | Otto Froitzheim · Oskar Kreuzer                |                                                |                                                |
| 1913  | Heinrich Kleinschroth · Baron von Bissing      |                                                |                                                |
| 1914  | Max Decugis · Maurice Germot                   |                                                |                                                |
| 1915  | Sense competició per la Primera Guerra Mundial | Sense competició per la Primera Guerra Mundial | Sense competició per la Primera Guerra Mundial |
| 1916  | Sense competició per la Primera Guerra Mundial | Sense competició per la Primera Guerra Mundial | Sense competició per la Primera Guerra Mundial |
| 1917  | Sense competició per la Primera Guerra Mundial | Sense competició per la Primera Guerra Mundial | Sense competició per la Primera Guerra Mundial |
| 1918· | Sense competició per la Primera Guerra Mundial | Sense competició per la Primera Guerra Mundial | Sense competició per la Primera Guerra Mundial |
| 1919  | Sense competició per la Primera Guerra Mundial | Sense competició per la Primera Guerra Mundial | Sense competició per la Primera Guerra Mundial |
| 1920  | André Gobert · William Laurentz                |                                                |                                                |
| 1921  | André Gobert · William Laurentz (2)            |                                                |                                                |
| 1922  | Jean Borotra · Henri Cochet                    |                                                |                                                |
| 1923  | Jacques Brugnon · Dupont                       |                                                |                                                |
| 1924  | Sense competició pels Jocs Olímpics de París   | Sense competició pels Jocs Olímpics de París   | Sense competició pels Jocs Olímpics de París   |